# Baie des Îles (Nouvelle-Zélande)
Ne pas confondre avec la baie des Îles située en Géorgie du Sud
Pour les articles homonymes, voir BYO.

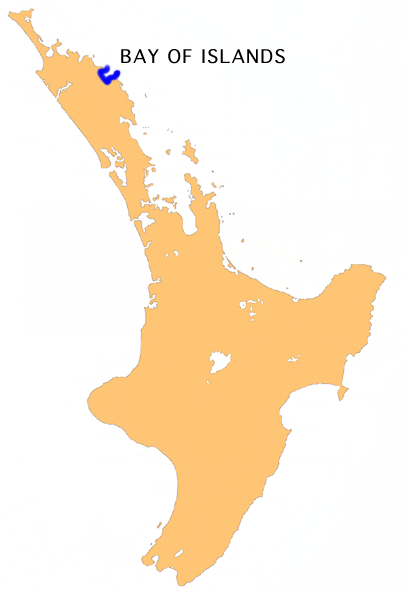
Localisation de la baie sur une carte de l'île du Nord.

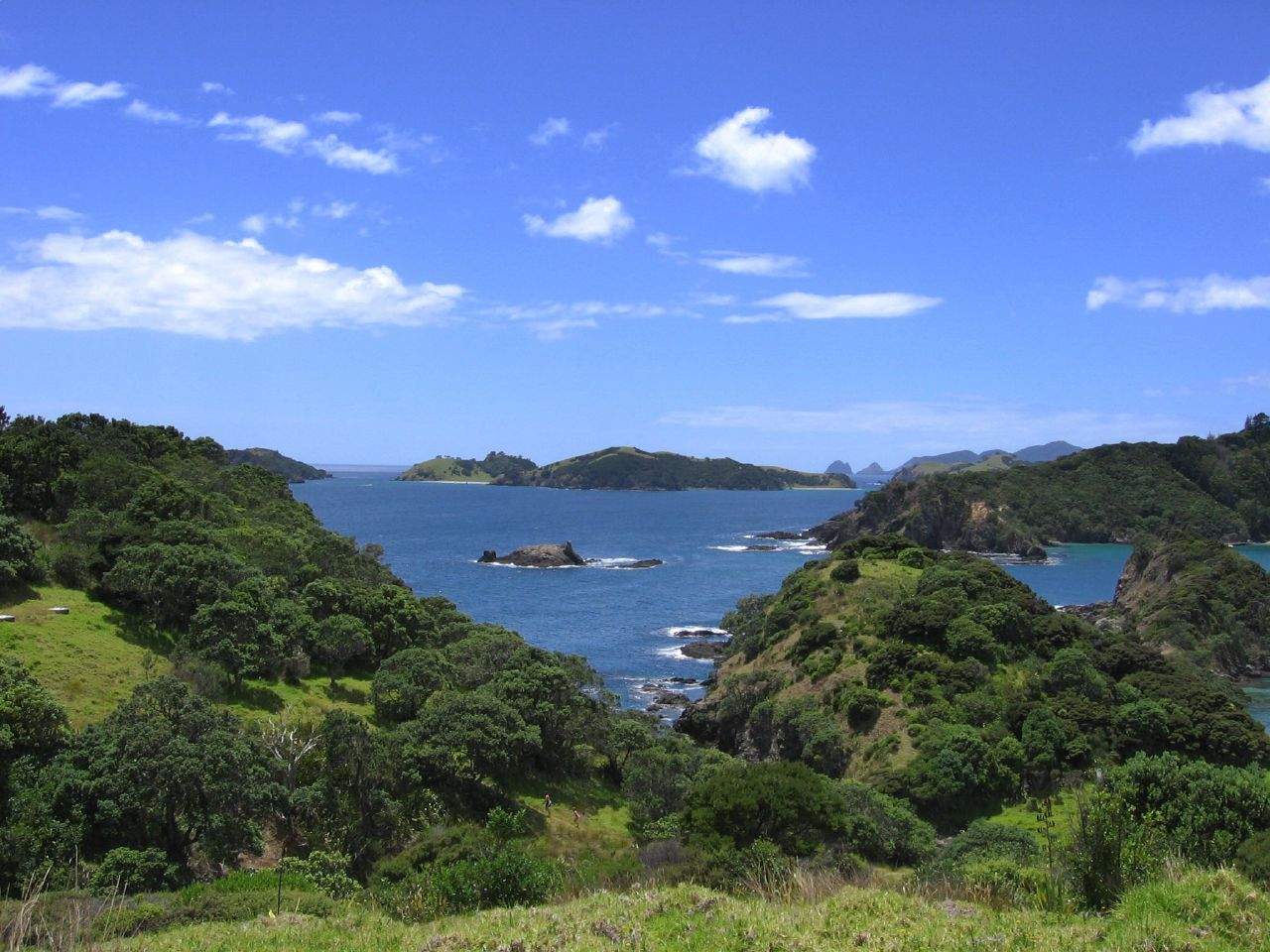
Vue de la baie depuis le sommet de l'une des îles.

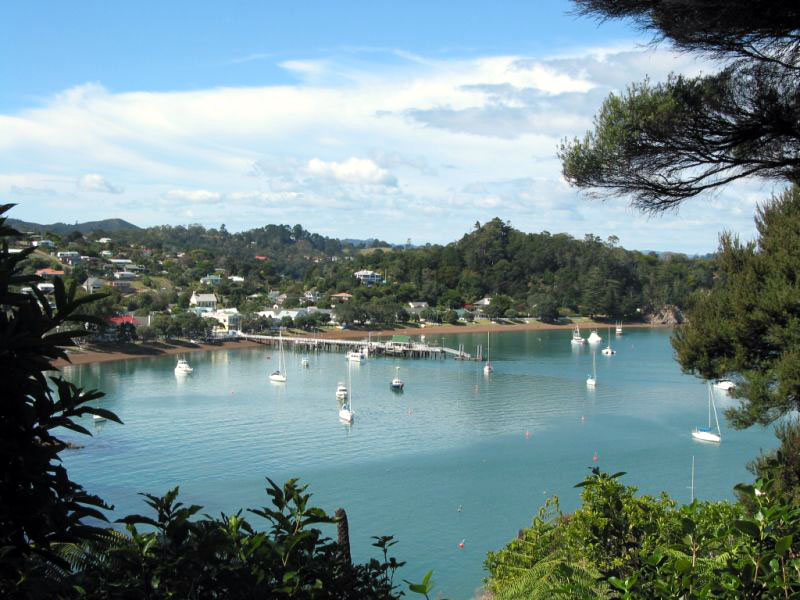
Vue de Russell.

La baie des Îles (de l'anglais Bay of Islands) est située dans la région de Northland, dans le nord de l'île du Nord de la Nouvelle-Zélande. Située à 60 km au nord-ouest de Whangarei, elle est presque à la pointe nord du pays. C'est l'une des destinations touristiques les plus populaires, réputée pour la pêche et le nautisme.
La baie elle-même est irrégulière, large de 16 km et située au nord-est de l'île du Nord. Elle est une baie naturelle avec plusieurs bras qui s'étendent en direction de la côte, notamment l'anse de Waikare au sud et les anses de Kerikeri et de Te Puna au nord-ouest. La petite ville de Russell est située à la fin d'une courte péninsule s'étendant dans la baie depuis le sud-est. On trouve plusieurs îles au nord de cette péninsule, notamment Urupukapuka à l'est et Moturoa au nord. La péninsule Purerua s'étend à l'ouest de la baie, au nord de l'anse Te Puna, et la péninsule cap Brett s'étend sur 10 km de long dans l'océan Pacifique à l'est de la baie.
Le premier Européen à avoir visité la région est le capitaine James Cook, qui la nomme « Bay of Islands » en 1769. 
C'est dans cette même baie que le navigateur français Marc-Joseph Marion Dufresne fut tué et mangé par les indigènes en 1772.
Charles Darwin, à bord du Beagle commandé par le Capitaine Fitzroy, y arrive le 21 décembre 1835 et raconte son court séjour dans le Diary of the Voyage of HMS Beagle.
C'est la première région de Nouvelle-Zélande à être colonisée par des Européens. Les chasseurs de baleine arrivent vers la fin du XVIIe siècle, et les premiers missionnaires en 1814. Le premier enfant entièrement européen à être né en Nouvelle-Zélande est Thomas King, né à la baie Oihi de la baie des Îles.
La baie possède plusieurs villes et villages historiques, dont Russell, Paihia, Waitangi et Kerikeri. Russell (autrefois Kororareka), est le premier établissement européen sur sol néo-zélandais, datant du début des années 1800. Le Stone Store, un ancien dépôt de vivres, est le plus ancien bâtiment en pierre de Nouvelle-Zélande, sa construction ayant commencé le 19 avril 1832.
De 1836 à 1840, la baie aurait vu passer 51 baleiniers français, 80 anglais, 100 australiens, et 277 nord-américains.
Dans une étude publiée en 2006, il est dit que la baie des Îles a le ciel le plus bleu du monde, après Rio de Janeiro au Brésil.